# Kulturellt folkmord
Kulturellt folkmord är ett begrepp som juristen Raphaël Lemkin lanserade 1933 som en komponent i begreppet folkmord.
Ett konventionellt folkmord (genocide) kan enligt FN begås till exempel genom mord på personer som tillhör en viss folkgrupp eller genom påtvingad fattigdom eller tvångssterilisering av personer tillhörande en viss folkgrupp för att hindra dem att reproducera sig.. Ett kulturellt folkmord utförs inte genom att döda, utan åsyftar snarare en process med massiv invandring av främmande etniska grupper så att den i området tidigare dominerande gruppen förvandlas till en alltmer försvinnande folkspillra.
I utkastet till FN:s deklaration om ursprungsfolkens rättigheter från 1994 fanns begreppet med i 7 artikeln men definierades inte. Artikeln löd
Ursprungsbefolkningar har den kollektiva och individuella rätten att inte utsättas för folkmord och kulturellt folkmord, inkluderande förebyggande av och kompensation för:
(a) Varje handling som syftar till eller har effekten av att de berövas sin sammanhållning som distinkt folkgrupp, sin kultur eller etnisk identitet.
(b) Varje handling som syftar till att beröva dem sitt land, territorium eller naturresurser.
(c) Varje form av folkförflyttning som syftar till eller resulterar i en kränkning av eller underminering av någon av deras rättigheter.
(d) Varje form av ackulturation med andra kulturer eller sätt att leva som påtvingas dem genom lagstiftning, administrativa åtgärder eller andra sätt.
(e) Varje form av propapaganda riktad mot dem.
I den slutliga versionen av deklarationen som antogs 2007 fanns inte begreppet kulturellt folkmord med, bara folkmord. I övrigt var artikel 7 oförändrad.

## Sverige
År 2021 utkom Mats Jonsson med boken När vi var samer. Jonsson utforskar i boken sitt samiska ursprung och det kulturella folkmord han anser att skogssamerna utsatts för i Sverige. När vi var samer blev den första serieroman någonsin att nomineras till ett Augustpris i den skönlitterära klassen.

## Tibet
Begreppet har bland annat använts av Dalai Lama som en beskrivning av Folkrepubliken Kinas politik i Tibet. 

## Amerika
Ett kulturellt folkmord anses av vissa ha begåtts även mot den   precolumbianska befolkningen i Amerika. .